# Tendance Johnson-Forest
 (janvier 2018).
Si vous disposez d'ouvrages ou d'articles de référence ou si vous connaissez des sites web de qualité traitant du thème abordé ici, merci de compléter l'article en donnant les références utiles à sa vérifiabilité et en les liant à la section « Notes et références ».
Pour les articles homonymes, voir JFT.
La Tendance Johnson-Forest (en anglais, Johnson-Forest Tendency ou JFT) est un courant de la gauche radicale américaine formé par C.L.R. James (alias Johnson), Raya Dunayevskaya (alias Forest) et Grace Lee Boggs au sein du Workers Party (en) de Max Shachtman et qui développa une analyse de l'U.R.S.S. comme étant du « capitalisme d'État ».
Très proche de la tendance Chaulieu (avec laquelle elle présenta des motions communes lors du Congrès de la IVe Internationale en 1948) puis de la revue Socialisme ou barbarie en France, la tendance Johson-Forest quitta le W.P. en 1947 pour rejoindre le Socialist Workers Party jusqu'en 1950.
En 1955, la tendance éclata et Raya Dunayevskaya fonda les Comités News & letters.